# Gabriel Lawrence Sengol
Gabriel Lawrence Sengol (* 18. September 1928 in Mandalakottai; † 29. Januar 2012) war ein indischer Geistlicher und römisch-katholischer Bischof von Tiruchirappalli.

## Leben
Gabriel Lawrence Sengol empfing am 17. April 1955 die Priesterweihe.
Papst Johannes Paul II. ernannte ihn am 6. Oktober 1990 zum Bischof von Tiruchirappalli. Der Kardinalpräfekt der Kongregation für die orientalischen Kirchen, Duraisamy Simon Kardinal Lourdusamy, spendete ihm am 30. Dezember desselben Jahres die Bischofsweihe; Mitkonsekratoren waren Marianus Arokiasamy, Erzbischof von Madurai, und Packiam Arokiaswamy, Erzbischof ad personam von Tanjore.
Am 14. Oktober 1997 nahm Papst Johannes Paul II. seinen Rücktritt an.